# Старий Лисець
Стари́й Лисе́ць — село Івано-Франківського району Івано-Франківської області, один із найдавніших населених пунктів Прикарпаття. Перша письмова згадка про село датована 1416 роком. Входить до складу Лисецької селищної громади.

## Історія
У 1446 р. Ян Кола Старший (пом. 1472) взяв участь в розподілі маєтностей батька Яна Кола (пом. 1438) і як наслідок Далеїв та Лисець відійшли у спільне володіння Яном Кола середнім «Ярославом» та Яном Кола молодшим.
У 1474 р. село Лисець згадується як Lysecz в Актах Земських (том XII) як власність галицького каштеляна Якуба Бучацького гербу Абданк (Habdank).

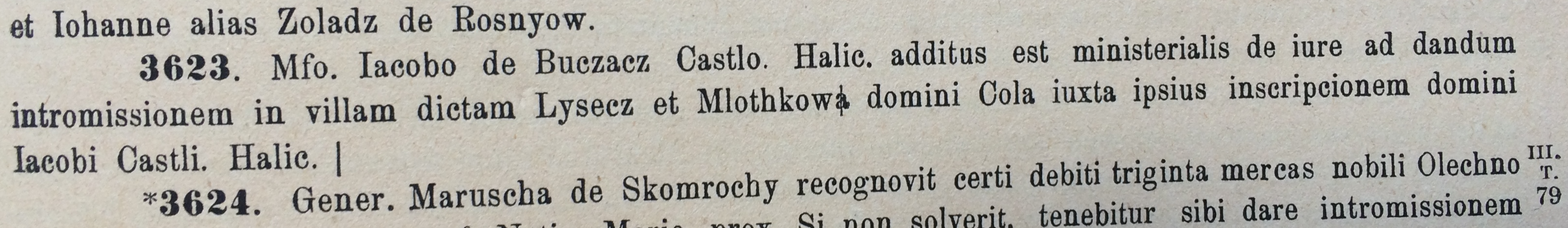
1474 рік — Форма запису назви села як Lysecz

Королівська люстрація 1565 року в селі зафіксувала 3 власників стад худоби: Михайло, Демко і Федір.
У податковому реєстрі 1515 року в селі Lyszecz документується піп (отже, уже тоді була церква), млин і 11 ланів (близько 275 га) оброблюваної землі.
У 1939 році в селі проживало 2 320 мешканців, з них 2 230 українців-грекокатоликів, 50 українців-римокатоликів, 10 поляків і 30 євреїв. Село входило до об'єднаної сільської ґміни Лисець Станиславівського повіту Станиславівського воєводства.

### Походження назви
Назва Старий Лисець з'явилася вже після того, як на другому березі річки виникло ще одне поселення. За іншою версією назва походить від того, що село оточене пагорбами і місцеві жителі назвали ці пагорби лісистими. За третьою ж версією колись на березі річки поселився старий лисий дід (за свідченнями козак) зі своєю родиною, в честь якого і походить назва села.

## Діяльність УПА
У лавах Української повстанської армії (УПА) брали участь 68 селян Старого Лисця. Унаслідок репресивних дій радянських каральних органів 48 мешканців села були засуджені до різних термінів ув'язнення. Ще у 1944 році в селі було створено кущовий підрозділ самооборони, який налічував 8 осіб. У листопаді того ж року цей загін здійснив збройну акцію проти п'яти родин, звинувачених у співпраці з радянською владою. Серед загиблих був і голова сільської ради Іван Балан, який вирізнявся особливо ворожим ставленням до діяльності УПА, зокрема забороняв ховати полеглих повстанців на сільському цвинтарі.

## Населення

### Мова
| Мова       | Кількість | Відсоток |
| ---------- | --------- | -------- |
| українська | 3786      | 99.76 %  |
| російська  | 6         | 0.16 %   |
| вірменська | 3         | 0.08 %   |
| Усього     | 3795      | 100 %    |

## Склад населення
Станом на 1 січня 2010 року в Старому Лисці проживало 3857 осіб, з них 1031 — пенсіонери. Демографічна ситуація стабільна. Молоді сім'ї рідко мають більше двох дітей. У віковій структурі збільшується кількість пенсіонерів, серед яких переважають жінки.
Станом на 1 січня 2017 року в Старому Лисці зареєстровано 4009 осіб, однак проживає більше 4060.

## Культура
- У 1976 в селі відкрито нову споруду будинку культури. При Будинку культури запрацювали гуртки художньої самодіяльності, спортивні секції. Із концертами приїжджали: гуцульський ансамбль пісні і танцю, ансамбль «Садко» із Новгорода, Черкаський народний хор, ансамбль пісні і танцю із м. Бая-Маре (Румунія), артисти з Києва (Дмитро Гнатюк, Василь Зінкевич, Сергій Іванов). З 1960 по 1989 будинок культури очолював Мельник Дмитро Ількович. З 1989 і по сьогоднішній день очолює Окунь Оксана Василівна;
- У 1977 році під керівництвом Демидюка М. С. та Паращука І. В. організовано хор, що користувався великою популярністю серед жителів села;
- З 1973 року бере початок діяльності жіночий фольклорний ансамбль «Родина», перший керівник Бойко Дмитро Іванович. 3 1974 року колективом керував Демидюк М. С. Бурдило М. П. почала керувати колективом з 1985 року. Цей колектив виступав з численними концертами на сцені села та району. Брали участь у районних та обласних конкурсах і оглядах художньої самодіяльності, творчих звітах. З 1989 року художнім керівником став Гарбуз Василь Васильович. Цей колектив є одним з найдавніших колективів будинку культури без якого не проходить жоден масовий захід, адже він є ядром аматорського мистецтва села. Його учасницями є 16 жінок;
- Фольклорний ансамбль «Родина» брав участь у районному святі української народної пісні «Народної душі пісенні переливи» в м. Тисмениця. В репертуарі ансамблю: «Старолисецькі вечорниці», «Українське весілля», колядки, українські народні, повстанські та стрілецькі пісні;
- Співпрацюючи з місцевими майстрами декоративно-ужиткового мистецтва: Феденько Василем (різьба по дереву), Гургат Миколою (різьбяр, художник), Гуменюк Марією (вишивальниця), Костюк Вірою (вишивальниця) Волосянко Оленою (вишивальниця) в будинку культури організовуються різноманітні виставки;
- Систематично при будинку культури працюють: мішаний хоровий колектив, дитячий танцювальний колектив, вокальний жіночий та чоловічий ансамблі, театр мініатюр, гурток художнього читання, гурти «Сузір'я» та «Родина», солісти;
- Особливе місце в роботі будинку культури займає гурток художнього слова. Він є основою всіх запланованих і проведених масових заходів. До свого репертуару беруть твори відомих українських авторів: Т. Шевченка, Лесі Українки, Б. Лепкого, Р. Юзви, І. Франка, В. Стуса, Л. Костенко.

## Відомі люди
- Струтинський Богдан Дмитрович (1970, Старий Лисець) — український театральний режисер, директор і художній керівник Київського національного академічного театру оперети. Заслужений діяч мистецтв України, народний артист України;
- Балан Микола Іванович (1968, Старий Лисець) — генерал-майор, заступник командувача Національної гвардії України;
- Лущак Анатолій Романович (1967, Старий Лисець) — майстер спорту СРСР із самбо, кандидат наук, підполковник міліції, «Почесний динамівець», занесений на дошку пошани МВС України;
- Дзюрак Дмитро Васильович — командир сотні УПА «Чорні чорти» ім. Гамалії куреня «Підкарпатський» ТВ 22 «Чорний Ліс», лицар Бронзового хреста бойової заслуги УПА. Загинув у селі.

## Економіка
- Місцева газета «Моє село Старий Лисець» (спеціальний випуск районної газети «Вперед») висвітлює діяльність органу самоврядування, актуальні проблеми та способи їх вирішення, визначні події в історії села Старий Лисець та спортивні здобутки місцевих команд. На початок 2018 року вийшло 65 номерів. У 2023 р. газета вже не видається.
- На території села успішно функціонують сільськогосподарський кооператив «Бистриця», два садівницькі товариства, до десяти приватних підприємств, більше десяти магазинів, кафе, цехи з виробництва стільців, пилорама. На Покрову була відкрита сучасна перукарня;
- На території колишнього військового полігону облаштовано навчально-тренувальний центр «Лисець» Прикарпатського юридичного інституту Львівського державного університету внутрішніх справ України, де живуть і навчаються 155 першокурсників. Тут на місці зруйнованої в комуністичні часи церкви збудували капличку святого Дмитрія. Сільська рада допомагає центрові, чим може; натомість у Старому Лисці планують організувати надання селянам безкоштовних правових консультацій викладачами юридичного інституту;

## Спорт
- Футбол,
- Волейбол,
- Баскетбол,
- Футзал;
- Самбо,
- Вільна боротьба,
- Бокс, Важка атлетика, Гирьовий спорт;
- Легка атлетика;
- Гімнастика;
- Стрільба з пневматичної зброї;
- Гольф;

### Футбол
Футбольна команда в селі Старий Лисець була створена у травні 1958 року. Виступала під назвами: «Старий Лисець» або під назвою місцевого колгоспу: імені Кірова (1958) та імені XXI з'їзду КПРС (1959—1970), «Колос» (1971 — по липень 1992), «Луквиця» (з серпня 1992—1996), «Інтер» (1997—2003), «Курсант Прикарпаття» (2004), «Бистриця» (2005—2021).
Домашні матчі, найімовірніше з 1962-го або 1963-го року, проводить на Центральному сільському стадіоні (за часів СРСР — «Колос»), який розташований у центрі села Старий Лисець по вулиці Лисецькій, 26. Вміщує близько 1000 глядачів (278 місць обладнано індивідуальними сидіннями). Розміри футбольного поля — 100×64 м.
З 2007 по 2012 рр. до домашніх матчів місцевої «Бистриці» виходили футбольні програми (більше 50-ти випусків, їх автор — Роман Дмитрів).
У жовтні 2008 року за ініціативи Анатолія Лущака, Романа Дмитріва, у світ вийшло видання Р. Дмитріва «Хроніка Старолисецького футболу. 1958—2008» (352 ст., іл.), в якій висвітлюється славний шлях місцевої команди та пам'ятні футбольні події в Старому Лисці за його 50-річну історію. У серпні 2014 року у Старому Лисці відбулося футбольне свято, присвячене перемогам старолисецької команди в чемпіонаті Богородчанського району 1964 року (дебютний успіх) та першості Івано-Франківської області сезону 1993/94.
У чемпіонатах та першостях Івано-Франківської області футбольна команда Старого Лисця брала участь понад 15 разів:
1. Перша ліга / Група «А» (3 рази): 1974, 1975, 1994/95.
2. Друга ліга / Група «Б» (7 разів): 1972, 1973 (переможець), 1976, 1977 («Беркут»), 1978 («Бистриця»), 1980, 1993/94 (переможець).
3. Третя ліга / Група «В» (2 рази): 1981, 1992/93 (переможець).

Першість облради ДСТ «Колос» / ДССТ «Колгоспник» (не менше чотирьох участей): 1968 (IV-те місце), 1971, 1973, 1979:
1. Кубок Івано-Франківської області: кращий результат — 1/8 фіналу: 1983 (стартували з 1/16 фіналу), 1994/95 (стартували з 1/32 фіналу).
2. Кубок облради ДСТ «Колос» на приз «Золотий колос»: кращий результат — фіналіст (1973), півфіналіст (1974).
3. Кубок Чемпіонів міст і районів Івано-Франківської області (2 участі): фіналіст (2009), 1/8 фіналу (2019/20).
4. Учасник Кубка Підгір'я (1994) та Кубка Федерації пам'яті Мирослава Думанського (1995).

У чемпіонатах і першостях району команда провела більше 40 сезонів (1959—2019/20 з перервами), з яких у 22 випадках була призером:
1. Чемпіон району, до якого село належало (7 разів): 1964, 1965, 1967, 1985, 1986, 1990, 2008.
2. Срібний призер чемпіонату (10): 1969, 1970, 1982, 1983, 1988, 1989, 1992 (весна), 1998, 2018/19, 2019/20.
3. Бронзовий призер чемпіонату (5): 1961 або 1962, 1996, 1997, 2007, 2010.
4. Близько 10 разів команда займала місця з четвертого по шосте (у тому числі п'яте місце в сезоні 2017/18).
5. Переможець Першої ліги першості Тисменицького району (1): 2006
6. Володар Кубка району, до якого село належало (3): 1966, 1970, 1983; фіналіст Кубка району (7): 1965, 1968(?), 1981, 1990, 1997, 2000, 2008, 2017/18.
7. Володар Кубка сезону (1983), фіналіст Суперкубка Тисменицького району (2008).
8. Багаторазовий переможець і призер передсезонних змагань, у тому числі володар (2010, 2018) і фіналіст (2014) Кубка пам'яті В.Чорновола.
9. Переможець (1979) та двічі фіналіст футбольного турніру, присвяченого Всесоюзному дню фізкультурника.
10. Дворазовий Володар (2015, 2017) і багаторазовий фіналіст Кубка районної газети «Вперед» (1968, 1969, 1985(?), 2011, 2012, 2016), четверте місце (2018).

Найбільші перемоги: «Інтер» Старий Лисець — «Бистриця» Вовчинець — 20:1 (чемпіонат Тисменицького району 1998 року), ФК «Угринів» — «Бистриця» Старий Лисець — 0:9 (чемпіонат Тисменицького району сезону 2018/19); в обласних змаганнях: «Колос» Старий Лисець — «Спартак» Снятин — 7:0 і «Карпати» Лисець — «Луквиця» Старий Лисець — 0:7 (першість Івано-Франківської області 1973 року та сезону 1992/93 відповідно).
З футбольною командою Старого Лисця, в різні роки, працювали наступні тренери Степан Сороканюк, Михайло Цап(Балан), Олексій Говзан, Петро Лікаренко (у тому числі — спорт-інструктор), Микола Гринечко (у тому числі — спорт-інструктор), Володимир Марчишин, Віктор Рудницький, Василь Марчишин, Анатолій Білогубка, Василь Бабінчук, Роман Дмитрів і Мирослав Дрекало (2010—2020 рр. — старший тренер Тисменицької ДЮСШ, член комітету дитячо-юнацького футболу ІФОАФ).
Вихідцями зі Старого Лисця є відомі футболісти професійного рівня Микола Волосянко (відомий виступами за київське «Динамо»), Дмитро Гуменяк, Михайло Ткачук. У командах Другої ліги першості України та чемпіонатах Івано-Франківської області виступали: Василь Говзан і Микола Струтинський (воротарі), Василь Бабінчук, Василь Балан, Володимир Волосянко, Віктор Рудницький, Степан Бойко, Мирослав Дрекало, Роман Дмитрів, Ігор Петрук, Анатолій Дичук, Володимир Ткачук та ін. Серед юнаків (2005 р.н. і молодші) перспективними є наступні гравці: Андрій Дрекало, Ігор Скорий, Назар Бабінчук та ін.
Гравці з найбільшою кількістю зіграних ігор: за часів СРСР — Михайло Цап(Балан), Степан Балан, брати Говзани (Василь, Олексій, Іван), Василь Дмитрів, Ярослав Говзан, Ярослав Феденько, Володимир Волосянко, Володимир Марчишин, Микола Удуд, Василь Бабінчук та ін.. ТОП-10 в офіційних турнірах за період із 1999 по 2020 рр.: Роман Дмитрів (493), Роман Бабінчук (444), Мирослав Дрекало (311), Степан Бойко (305), Віталій Білогубка (281), Анатолій Дичук (276), Микола Гринечко (229), Олександр Говзан (207), Любомир Феденько (187), Тарас Федоришин (161); серед воротарів: Василь Волосянко (250 матчів / 377 пропущених голи), Любомир Феденько (77 / -109), Роман Білий (70 / -80), Сергій Мельник (62 / -110), Ігор Кафтан (47 / -79), Ігор Дрекало (29 / -39), Сергій Дем'янів (16 / -14), Юрій Томащук (16 / -18), Олександр Зубаль (16 / -40), Святослав Межерицький (10 / -18).
Кращі бомбардири команди в офіційних турнірах (за часів СРСР і до 1998 р.) — Микола Бабінчук, Ярослав Балан, Олексій Феденько, Микола Гринечко, Микола Удуд, Василь Бабінчук і Василь Балан (? голів); за часів незалежності за період із 1999 по 2020 рр.: Роман Дмитрів (200 голів), Анатолій Дичук (129), Мирослав Дрекало (124), Віталій Білогубка (110), Роман Бабінчук (108), Микола Гринечко (79), Степан Бойко (51).
Кращі з не місцевих футболістів (т. зв. «легіонери») за останні 22 сезони. За кількістю зіграних ігор це захисник Михайло Балаш (176); далі: Михайло Пилипів (157), Анатолій Баланчук (135), Юрій Карпінець (106), Олег Романишак (104), Микола Мадей і Роман Ільніцький (по 68), Володимир Деренько (66), Сергій Мельник (62). Кращим бомбардиром є Дмитро Третяк, який у 2019—2020 рр. забив 36 голів у 36-ти матчах; далі: Володимир Миськів і Михайло Пилипів (по 19), Микола Семотюк (18), Роман Ільніцький (17), Микола Романів (12), Микола Мадей, Анатолій Баланчук і Олег Романишак (по 11), Михайло Балаш (8 голів).
За часів Незалежності успішно виступають дублери (U-18) старолисецької команди. Тренери: Віктор Рудницький, Василь Марчишин, Анатолій Білогубка, Мирослав Дрекало (2013—2020 рр.):
1. Чемпіон Тисменицького району (2): 2008, 2009; срібний призер (3): 1997, 1998, 2017/18; бронзовий призер (2): 2014, 2016;
2. четверте місце у чемпіонаті (5): 2004, 2007, 2010, 2013, 2015.
3. Переможець Першої ліги першості Тисменицького району (2006). Переможець футбольного турніру Сільських районних ігор (2006).
4. Володар Кубка Тисменицького району (5): 2006, 2008, 2009, 2013, 2016/17; фіналіст (2014 і 2018/19) і півфіналіст (2011, 2017/18, 2019/20-турнір не завершено)
5. Володар Суперкубка Тисменицького району (3): 2006, 2008, 2013.

Найбільші перемоги: «Бистриця» Старий Лисець — ФК «Клубівці» — 14:1 (чемпіонат Тисменицького району 2010 р.), «Колос» Старий Лисець — «Керамік» Загвіздя — 13:0 (чемпіонат Тисменицького району 1987 р.), «Бистриця» Старий Лисець — «Сокіл» Чукалівка — 13:0 (чемпіонат Тисменицького району 2012 р.).
Кращі бомбардири юнацького складу (за період із 1997 по 2016 рр.): Олександр Любенько (85 голів), Микола Гринечко (74), Віталій Білогубка і Тарас Балан (по 72), В'ячеслав Гураль (48), Роман Дем'яник (42), Віталій Крутий (36), Володимир Ткачук і Юрій Гогіль (по 29), Олександр Солдатенко (25).
В Івано-Франківській обласній асоціації футболу тривалий час працюють Василь Сікора (з 1994 року) та Олег Волосянко (з 2011 року).
В.Сікора: з 2015 р. — перший заступник голови, виконавчий директор, голова комітету з проведення змагань; член Президії і Виконавчого комітету ІФОАФ. Член комітету з розвитку футболу в регіонах Федерації футболу України. Водночас із 2015 року працює на матчах Прем'єр-ліги України офіцером безпеки УАФ.
О.Волосянко: з 2011 р. — на посаді відповідального секретаря, з 2012 р. працює на матчах обласних змагань з футболу делегатом, з 2015 р. — член Президії та Виконавчого комітету ІФОАФ.
З 2016 року Роман Дмитрів — заступник голови Тисменицької районної федерації футболу (у тому числі голова комітету по зв'язках із ЗМІ ТРФФ), а також член комітету зі зв'язків із засобами масової інформації ІФОАФ.
З 2015 року Старолисецька сільська рада за погодженням із Тисменицькою РФФ проводить футбольний турнір, присвячений пам'яті Героїв Небесної Сотні та Дню створення Національної гвардії України. Учасниками змагань були 12 команд із трьох областей України. Переможці турніру: 2 рази — «Бистриця» Старий Лисець (2015 і 2016 рр.), по 1 — «Крила Рад» Дунаївці Хмельницька обл. (2017 р.), ФК «Крихівці» (2018 р.), «Карпати» Старі Богородчани (2019 р.), ФК «Ягуар» НгУ Калинівка Вінницька обл. (2021 р.); одного разу (2020 р.) турнір не завершено.

### Волейбол
Волейбольна команда в селі Старий Лисець була створена, як, і футбольна, наприкінці 50-х років XX ст. Виступала під назвами колектив колгоспу імені XXI з'їзду КПРС або «Колос» (за часів СРСР), «Інтер» (1999—2003), «Бистриця» (2006, 2010—2013), «Бистриця-ЯроВіт» (2013/14), «Бистриця-КомфортБуд» (2014—2017), «Бистриця» (2018—2020).
Відомо, що команда колгоспу імені XXI з'їзду КПРС була чемпіоном і призером Лисецького району, чия збірна у п'ятдесяті роки неодноразово боролася за найвищі місця у змаганнях Станіславської області: склад формувався з юнаків і дівчат Лисця, Крихівців та сусідніх населених пунктів, серед яких були і старолисецькі. У 70-ті роки волейбол у Старому Лисці переживав не найкращі часи, на відміну від 80-х — здобуто титул чемпіона району, призові місця в різних турнірах. Найуспішнішими у новітній історії є 2003 рік, коли вкотре здобули чемпіонство, 2006 рік — третє місце в районних Сільських іграх (під егідою облради ФСТ «Колос»), сезон 2011/12 — вперше призер Кубка району, сезони 2015/16 і 2016/17 — срібний призер чемпіонату Тисменицького району.
ДОСЯГНЕННЯ
3-разовий чемпіон Лисецького і Тисменицького районів (1959 р. і 1985 р., 2003 р.).
3-разовий срібний призер чемпіонату району (1960 р., сезони 2015/16 і 2016/17).
Багаторазовий бронзовий призер чемпіонату району (достовірні дані за часів СРСР частково відсутні; 1984 р., 1987 р., 2017/18).
За останнє десятиріччя команда тричі фінішувала на четвертій сходинці (сезони 2011/12, 2013/14, 2014/15).
Учасник чемпіонату і Кубка Богородчанського району (1963—1966 рр., сезон 2012/13).
Учасник Кубка Тисменицького району, присвяченого пам'яті загиблих воїнів району в Афганістані (2012—2020: дев'ять разів). Досягнення: срібний призер (2016 р.), бронзовий призер (2012, 2015, 2018 рр.), четверте місце (2013 р.).
У Кубку району 2013 і 2017 рр. Роман Балан та Іван Куценко відповідно входили до списку кращих гравців турніру.
Срібний призер Суперкубка Тисменицького району (2016 р.).
Бронзовий призер волейбольного турніру Сільських районних ігор (2006 р.).
Найуспішніші склади команд Старого Лисця :
- «Колос» Старий Лисець зразка 1985 року — чемпіон Тисменицького району, переможець турніру на честь першого голови колгоспу імені ХХІ з'їзду КПРС В. Д. Вінтоняка, срібний призер турніру до Дня фізкультурника: Віктор Рудницький, Василь Дмитрів, Петро Оленюк, Микола Гринечко, Анатолій Білогубка, а також Анатолій Бриндзей, Віктор Дубницький, Микола Головенко, ? (усі з сусіднього Лисця); спорт-інструктор — Петро Лікаренко.
- «Інтер» Старий Лисець зразка 2003 року — чемпіон Тисменицького району: Віктор Франкович Рудницький (граючий тренер), Василь Бабінчук, Василь Головенко, Віктор Костюк, Василь Феденько, Віктор Рудницький — молодший, Ігор Марчишин, Ігор Кафтан, Мирослав Дрекало, а також Дмитро Балан, Любомир Феденько, Анатолій Дичук.
- «Бистриця-КомфортБуд» Старий Лисець у сезонах 2015/16 і 2016/17 — срібні призери чемпіонату району, а також Кубка та Суперкубка Тисмениччини 2016 р.: 26 ігор — Михайло Балаш, 25 — Сергій Тіщенко, по 22 — Роман Балан і Микола Говзан, 19 — Олег Турчин, по 16 — Тарас Гайдукевич і Роман Дмитрів (граючий тренер), 14 — Тарас Гев'юк, по 11 — Олександр Варцаб'юк та Іван Куценко, 8 — Віктор Маркін, 6 — Роман Бабінчук.

Рекордсмени волейбольної команди села Старий Лисець за кількістю зіграних ігор (2000/01-2016/17): Роман Балан — 91 матч, Олег Турчин — 83, Микола Говзан — 82, Роман Дмитрів — 77, Роман Бабінчук — 53, Михайло Балаш — 51, Василь Феденько — 37, Віктор Костюк — 32, Мирослав Дрекало та Ігор Марчишин — по 27.

### Баскетбол
Значно менших успіхів досягла баскетбольна команда села, яка учасниками змагань була доволі рідко. У вісімдесяті роки — у турнірах під егідою ДСТ «Колос», за часів Незалежності — у Кубку Тисменицького району, присвяченого пам'яті воїна-афганця Ігоря Сущинського (щорічно відбувається в селищі Єзупіль). На початку дев'яностих «ЛИСИ» Старого Лисця посіли третє місце, а в 2007 році стали володарями Кубка району, обігравши поберезький «Дністер», єзупільський «Спалах» і ганнусівський «Колос».
Склад команди 2007 р.: Сергій Федоришин, Олег Годомич, Роман Дмитрів, Володимир Макогон, Сергій Волчак, Володимир Монастирецький, Ігор Петрук. До слова, С.Федоришин виступав у складі збірної команди Прикарпатського національного університету імені В.Стефаника.